# Сражение при Бергендале
Сражение при Бергендале (англ. Battle of Bergendal), или сражение при Белфасте (Belfast), или сражение при Далмануте (Dalmanutha) — сражение Второй англо-бурской войны. Оно проходило с 21 по 27 августа 1900 года возле фермы Бергендаль недалеко от городка Белфаст на территории Трансвааля. Это было последнее регулярное сражение войны. 7000 буров находились под командованием генерала Луиса Боты, а 19 000 британцев — под командованием генералов лорда Робертса и Редверса Буллера.
Наступая из Претории вдоль железнодорожной линии, войска Робертса должны были занять временную резиденцию правительства Трансвааля в Мачадодорпе. 15 августа из Наталя к ним подошли войска Буллера.
Робертс предоставил тактическое руководство боями Буллеру. Британский план состоял в том, чтобы охватить кавалерией Джона Френча северный фланг буров. Тем временем генерал-майор Невилл Литтелтон двумя бригадами должен был атаковать центр бурских позиций.

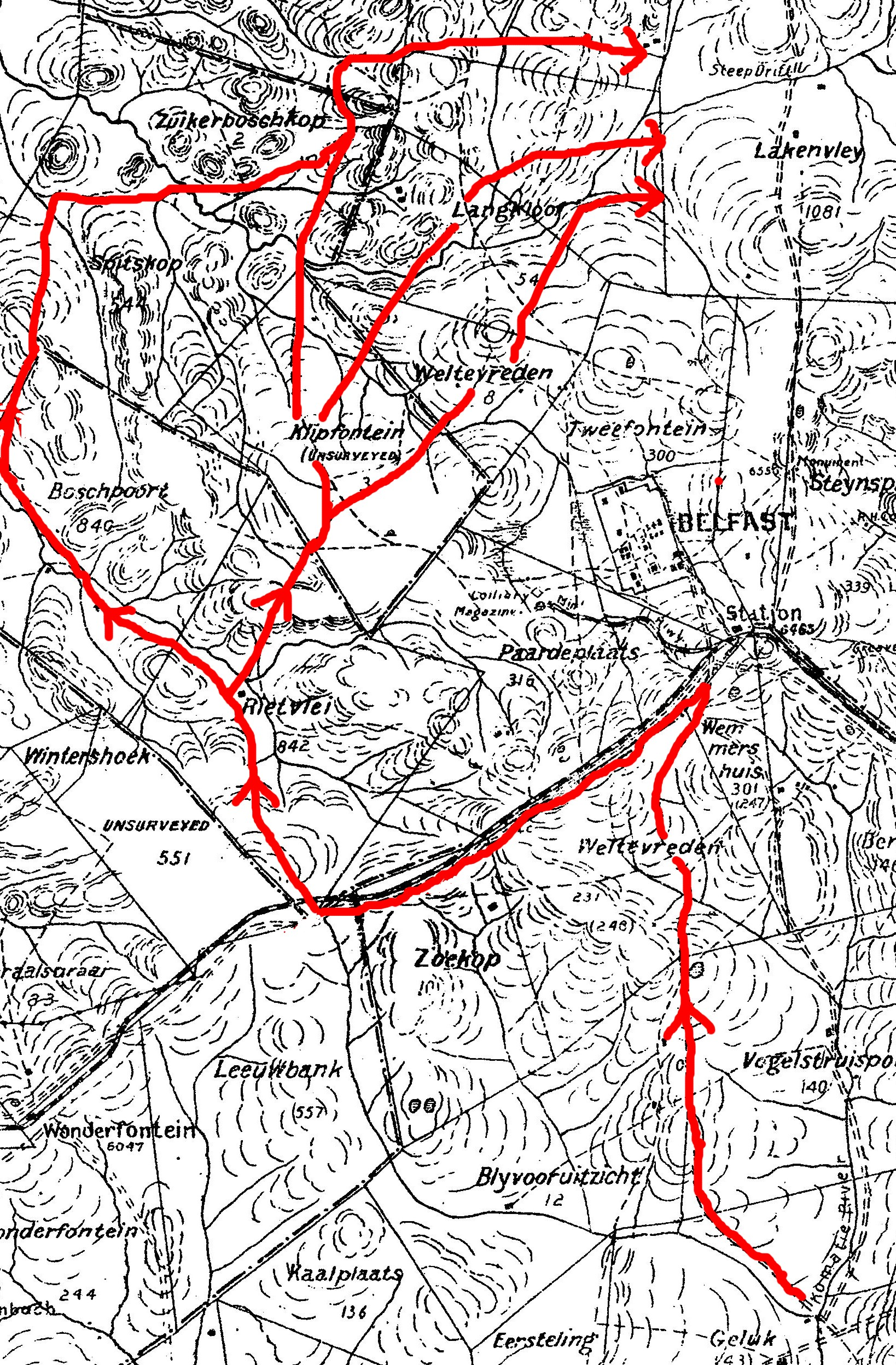
Охват кавалерией Френча правого фланга буров

Наступление британских войск проходило медленно. 21—22 августа правый фланг Буллера провел бой с бурскими коммандос у Фришгеваагда. 23—24 августа разгорелись бои за плато Гелук, с трудом занятое англичанами. 24 августа дивизия Пол-Керю заняла Белфаст. 26 августа Френч очистил от буров Зуикербошкоп и Лангклоф, а Пол-Керю в результате марша завладел всей возвышенностью между железнодорожной линией и Лейкенвли.
Постепенно сужавшийся фронт британских войск привел их к ферме Бергендаль, недалеко от Белфаста, где располагались главные силы буров. В этот же день разведчики сообщили (несколько ошибочно), что правый фланг буров заканчивается у железнодорожной ветки. Поэтому Буллер решил совершить прорыв на ферме Бергендаль на следующий день.
Сам Буллер отправился на разведку рано утром 27 августа. Правый фланг позиций буров на самом деле не заканчивался у железнодорожной линии, а резко поворачивал, образовав острый угол.
На возвышенности к юго-западу от выступающего угла англичане расположили 36 орудий и в 11:00 начали обстрел вражеской позиции. Через три часа стрелковая бригада атаковала и прорвала позиции буров. Британцы нашли 14 тел и захватили девятнадцать пленных. Британские потери за день составили: 15 убитых и 107 раненых.
Сражение при Бергендале закончилось. Всего потери британцев составили 385 человек, потери буров — 78 человек.
В результате этого поражения бурская линия обороны была прорвана, и 28 августа войска Буллера двинулись на Мачадодорп. Тем временем правительство Трансвааля переехало в Нельспрут. Несколько дней спустя, 1 сентября, лорд Робертс провозгласил весь Трансвааль британской колонией.